# Jamna (rodzaj)
Jamna – wymarły rodzaj ptaków z rzędu wróblowych (Passeriformes).

## Odkrycie
Niezwykle dobrze zachowane szczątki odkryto w odsłonięciu łupków menilitowych w wyludnionej wsi Jamna Dolna koło Ustrzyk Dolnych w 2003 roku. Odkrycia dokonał kolekcjoner skamieniałości Robert Szybiak, który przekazał okaz do badań naukowych. Badania prowadził zespół pod kierownictwem krakowskiego paleoornitologa Zbigniewa M. Bocheńskiego. W skład zespołu wchodzili także Teresa Tomek i Krzysztof Wertz z Instytutu Systematyki i Ewolucji Zwierząt PAN w Krakowie oraz Małgorzata Bujoczek z Wydziału Leśnego Uniwersytetu Rolniczego w Krakowie.

## Charakterystyka skamieniałości
Datowana na wczesny oligocen (30–31 mln lat temu) skamieniałość jest świetnie zachowanym, prawie kompletnym szkieletem z widocznymi odciskami piór. Jamna to najlepiej zachowane na świecie znalezisko przedstawiciela tej grupy ptaków wśród okazów z tego okresu. Jamna w swojej budowie mocno przypomina obecnie żyjące gatunki i prawdopodobnie jest z nimi blisko spokrewniona.
Jest to jeden z trzech najstarszych ptaków dotychczas odkrytych na terenie Polski.

## Charakterystyka gatunku typowego
Nazwa naukowa gatunku typowego upamiętnia miejsce znalezienia i nazwisko odkrywcy. Jamna szybiaki to niewielki ptak wielkości skowronka polnego i pokroju ciała podobnym do pluszcza. Na podstawie budowy dzioba ustalono, że jego dietę stanowiły owady lub owoce. Jego szkielet jest dość masywny. Zachowane upierzenie ogona wskazuje na dużą sprawność w lataniu i zamieszkiwanie na terenach zadrzewionych, a budowa nóg na sprawność w poruszaniu się po ziemi, gdzie Jamna prawdopodobnie żerowała.
Rodzaju nie udało się na razie przyporządkować do żadnego z dwóch podrzędów w obrębie wróblowych.